# أبجر السادس
أبجر السادس كان ملكًا عربيًّا على الأوسريين (الرها) من 71-91 قبل الميلاد.

## طالع أيضًا
- أبجر الخامس
- أبجر السابع

## الاستشهادات
1. ↑  Eder et al. 2007، صفحة 109.

## قراءة إضافية
- Healey، John F. (2009). Aramaic Inscriptions and Documents of the Roman Period. Oxford, UK: Oxford University Press. ص. 14. ISBN:978-0-19-925256-5. مؤرشف من الأصل في 2021-10-18.